# Одеські вищі жіночі медичні курси
Одеські вищі жіночі медичні курси — жіночий медичний вищий навчальний заклад в Одесі в 1910—1920 роках. У 1920 році приєднаний до новоствореного Одеського медичного інституту.

## Створення
Ідея відкриття саме медичних курсів для жінок, поруч з уже наявними Одеськими вищими жіночими курсами з'явилася в міської громадськості. Перше засідання Педагогічної ради закладу відбулося 16 жовтня 1909 року. Головою ради був обраний Сергій Левашов, його заступником Микола Щоголев, скарбником був Сергій Яковлєв. До попечительської ради ввійшли впливові в Одесі люди: Михайло Рено, Михайло Толстой, Олексій Павловський, Микола Тахчогло, Микола Сухомлинов, Ілля Яловиков, С. А. Кумбарі та інші.
Для організації курсів було куплено будинок 2 по вулиці Зовнішній, який було відремонтовано та перероблено за проектом архітектора К. А. Багера під лекційні аудиторії та лабораторії.
Навесні 1910 року було подано більше 1500 заявок на курси, але на навчання було прийнято лише 89 слухачок.
Відкриття курсів було урочистим і відбулося 27 вересня 1910 року.

## Викладачі
За первинним планом медичні жіночі курси складалися з 7 кафедр:
- Богослів'я — професор Олександр Клітін
- Нормальної анатомії — професор Микола Батуєв, асистент І. Ф. Шанталь
- Гістології з ембріологією — професор Олександр Маньківський, асистент К. К. Опочинський
- Неорганічної хімії — професор Севастян Танатар, асистент І. В. Волянський
- Фізики — професори Борис Станкевич[ru] і А. Ф. Поль, асистент А. М. Погорельський
- Ботаніки — професори Франц Каменський і Людвиг Ришаві, асистент Н. І. Сковородько
- Зоології — професор Яків Лебединський, асистент В. Д. Крижанівський